# Hubert Kronenburg
Hubertus Charles Joseph Maria Kronenburg (Nederlangbroek, 22 maart 1925 – Breda, 20 juni 2000) was een Nederlands advocaat en politicus.
Kronenburg studeerde rechten aan de Rijksuniversiteit van Utrecht. Na zijn studie vestigde hij zich als advocaat en procureur in Breda. In 1967 werd hij voor de Boerenpartij gekozen tot lid van de Tweede Kamer. Hij was van 1967 tot 1968 tevens lid van het partijbestuur van de Boerenpartij.
Toen in 1968 een conflict uitbrak tussen Hendrik Koekoek en Evert Jan Harmsen, de twee kopmannen van de fractie van de Boerenpartij, koos Kronenburg de zijde van Harmsen. Vier leden splitsten zich af en gingen verder onder de naam Groep Harmsen. Vijf maanden later verliet Kronenburg deze groep en ging als eenmansfractie verder onder de naam Groep Kronenburg. Hij sloot zich in 1970 voor korte tijd aan bij de Christen-Democraten Unie. In 1971 was hij was bij de Tweede Kamerverkiezingen lijsttrekker van de lijst van Democraten 2000, partij voor de gewone man, maar hij werd niet herkozen.
Kronenburg was van 1967 tot 1971 lid van de Raadgevende Interparlementaire Raad van de Benelux.
Kronenburg was gehuwd. Hij overleed in 2000 op 75-jarige leeftijd.
- Biografisch Portaal: 47821777
- Parlement.com: vg09ll2j68zk